# Richard Francis Burton
Richard Francis Burton (Torquay, 19 marzo 1821 – Trieste, 19 ottobre 1890) è stato un esploratore, traduttore e orientalista britannico.
Viaggiò da solo e sotto travestimento alla Mecca, tradusse Le mille e una notte, Il giardino profumato e il Kama Sutra, viaggiò con John Hanning Speke alla scoperta dei grandi laghi africani e della sorgente del Nilo, visitò Salt Lake City insieme a Brigham Young, viaggiò in lungo e in largo, e scrisse molto. Fu probabilmente il terzo miglior spadaccino europeo del suo tempo. Servì come console britannico a Trieste, Damasco e Fernando Poo. Fu nominato cavaliere nel 1886. 
(Algernon Swinburne)

## Primi anni e educazione
Durante la sua infanzia Burton trascorse molto del suo tempo con gli zingari e molti videro il suo carattere selvaggio, irritabile e vagabondo come un riflesso di queste prime conoscenze. Egli fu molto amato dai Rom, che lo consideravano uno di loro. Più tardi, da ragazzo, viaggiò molto in Francia e Italia, imparando molto delle lingue e dei popoli.

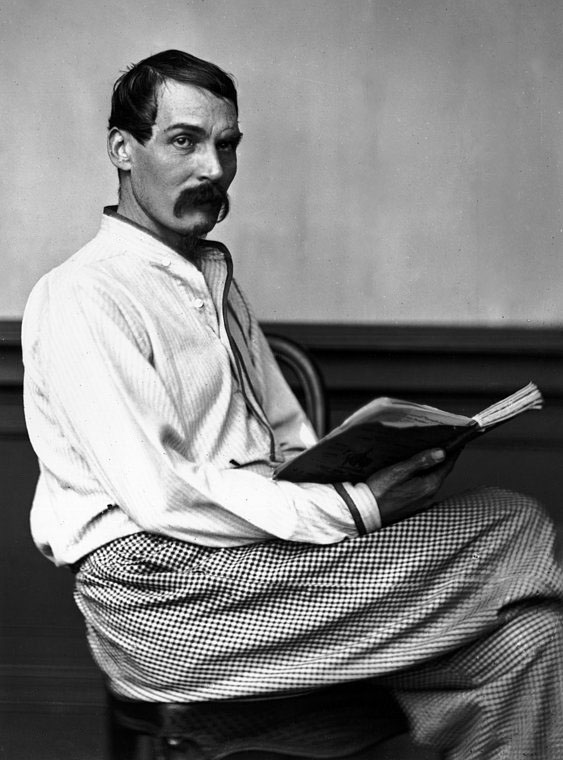
Richard F. Burton nel 1854

Si iscrisse al Trinity College dell'Università di Oxford nell'ottobre 1842, ma la vita universitaria non faceva per lui, e fu espulso per aver sfidato a duello un collega, che, secondo alcuni, aveva deriso i suoi baffi da militare.
Entrò nell'esercito della Compagnia Inglese delle Indie Orientali, non per essere un soldato, ma per studiare la vita e le lingue orientali. Iniziò a studiare l'arabo da solo a Oxford e l'indostano (che oggi, tracciato con diversi alfabeti s'è diviso in hindi e urdu) a Londra. Una volta in India, sotto la guida del generale Charles James Napier, riuscì rapidamente a padroneggiare diverse lingue tra cui il gujarati, il marathi, l'hindustani e anche il persiano, oltre a perfezionare l'arabo. Secondo un conteggio, imparò 29 lingue tra lingue europee, asiatiche e africane, oltre a numerosi dialetti, diventando uno straordinario poliglotta.
Fu iniziato in Massoneria nella loggia Hope di Karachi, appartenente alla Gran Loggia unita d'Inghilterra, e dichiarò di essere pure diventato membro dell'ordine sufi dei qâdirî nel Sind, prima di compiere il suo pellegrinaggio alla Mecca nel 1853.

## Prime esplorazioni e il viaggio alla Mecca

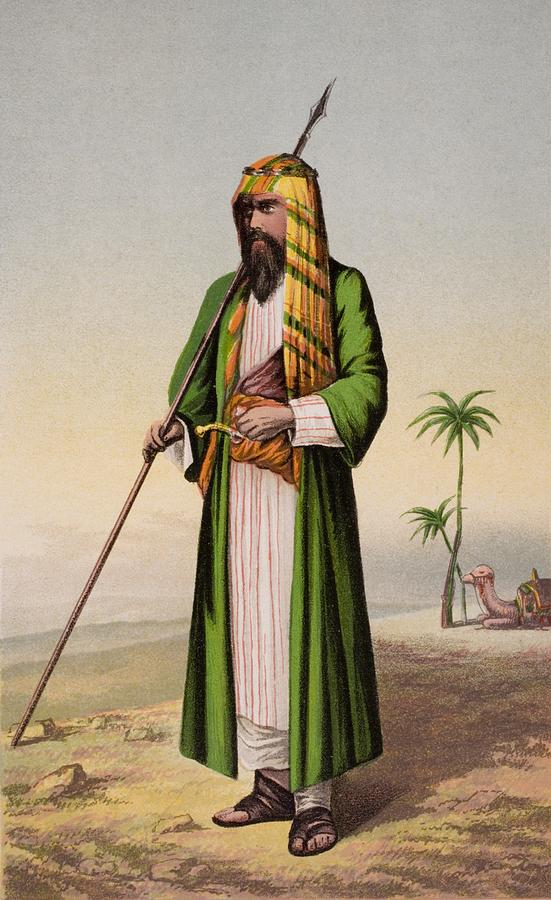
Burton in abito arabo, in occasione del suo hajj

Fu designato come partecipante ad una spedizione scientifica nella provincia pakistana del Sind, che gli permise di mescolarsi alla popolazione. Nei bazar veniva frequentemente scambiato per un nativo della regione e riuscì ad ingannare anche il suo insegnante di lingua locale, il suo colonnello e i suoi compagni. Le sue esplorazioni nel Sind costituirono un apprendistato per il pellegrinaggio alla Mecca, e i suoi sette anni in India crearono le premesse per la sua ineguagliata familiarità con la vita e i costumi orientali, specialmente delle classi meno agiate. Le sue indagini sulla prostituzione indiana, sia maschile che femminile, generarono grande scalpore tra i suoi conterranei.
Il pellegrinaggio alla Mecca nel 1853 rese Burton famoso. Fu un viaggio che pianificò quando si trovava ancora sotto le mentite spoglie di un afghano tra i musulmani del Sind, e al quale si preparò meticolosamente, studiando e facendo molta pratica; arrivò anche a circoncidersi in modo da diminuire il rischio di essere eventualmente scoperto.
La principale difficoltà del viaggio consisteva nel riuscire ad ingannare la gente del posto facendo loro credere che egli fosse un nativo di quelle zone: infatti, se le sue reali origini fossero state scoperte, avrebbe sicuramente perso la vita, in quanto non era (e non è) permesso ai non musulmani di entrare nell'area sacra (Ḥaram) della Mecca e, tanto più, nelle immediate vicinanze del santuario della Kaʿba. Burton si camuffò da Pashtun afghano, in modo da poter giustificare le fattezze fisiche ed eventuali difetti di pronuncia, tuttavia rimaneva da dimostrare di poter comprendere i complessi rituali islamici e di avere familiarità con i dettagli dei modi di fare orientali.
Il motivo principale del viaggio era sicuramente l'amore per l'avventura, che fu la sua più forte passione, ma era anche un viaggio con scopi di ricerca geografica, e grazie a questo fu finanziato dalla Royal Geographical Society. Sebbene egli volesse colmare un vuoto sulle mappe del tempo, l'area era scenario di guerra, e il suo viaggio si limitò alla visita delle città di Medina e la Mecca. Burton non fu il primo europeo a compiere il pellegrinaggio alla Mecca (l'onore spetta a Ludovico de Varthema nel 1503), ma il suo fu il pellegrinaggio più famoso e meglio documentato. Infatti Burton tracciò, tra l'altro, alcuni schizzi della Mecca e dell'Ḥaram.
Il viaggio è raccontato nel libro Il pellegrinaggio a Medina e alla Mecca del 1855 (che ha conosciuto continue ristampe e che è stato tradotto in italiano per la prima volta da Graziella Martina per la casa editrice Ibis nel 2009).

## Esplorazione della Somalia
Il viaggio successivo di Burton fu l'esplorazione dell'entroterra somalo, al quale le autorità britanniche erano interessate per proteggere il commercio nel mar Rosso. Fu assistito dal capitano John Hanning Speke e altri due giovani ufficiali, ma portò a termine da solo la parte più difficile del viaggio, l'esplorazione di Harrar, la capitale della Somalia, che nessun europeo aveva mai raggiunto. Burton scomparve nel deserto e se ne persero le tracce per quattro mesi. Quando riapparve, si seppe che riuscì ad arrivare ad Harrar e a parlare con il Re, rimase nella città per dieci giorni scampando a pericoli mortali, per poi fuggire attraverso il deserto, quasi senza acqua e cibo, continuamente attaccato dai somali.
Nonostante questa esperienza, ripartì nuovamente verso Harrar, ma ci fu un conflitto con le tribù locali, nel quale uno dei suoi giovani ufficiali fu ucciso. Speke fu ferito gravemente, e Burton ricevette un colpo di giavellotto tra le mascelle. Il suo libro Primi passi nell'Africa orientale (1856), nel quale descrive queste avventure, è considerato uno dei suoi libri più emozionanti e caratteristici, pieno di insegnamenti, osservazioni e humour.

## La sorgente del Nilo

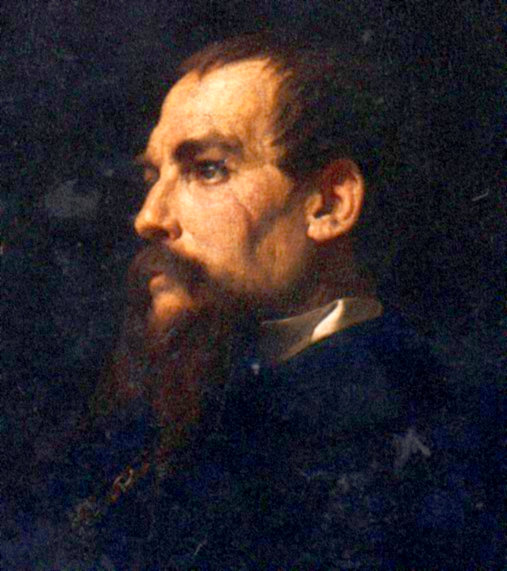
Richard Burton, ritratto di Frederic Leighton, National Portrait Gallery, Londra

Nel 1856 tornò in Africa, mandato dal Foreign Office britannico e dalla Royal Geographical Society, alla ricerca della sorgente sconosciuta del Nilo. Fu di nuovo affiancato da Speke e insieme esplorarono la regione dei laghi dell'Africa equatoriale, trovando il lago Tanganica nel febbraio 1858. Burton si ammalò e Speke continuò l'esplorazione seguendo le indicazioni fornite da Burton, giungendo infine al grande lago Vittoria. La scoperta dei laghi sotto la direzione di Burton portò a ulteriori esplorazioni da parte di Speke, James Augustus Grant, Samuel Baker, David Livingstone e Henry Morton Stanley.
I rapporti di Burton alla Royal Geographical Society, unitamente al suo libro La regione dei laghi dell'Africa equatoriale (1860), divennero gli antesignani della letteratura sull'Africa nera e, assieme alle altre esplorazioni che ne seguirono, portarono al dominio della colonizzazione britannica su gran parte del continente.

## Servizio diplomatico e traduzioni

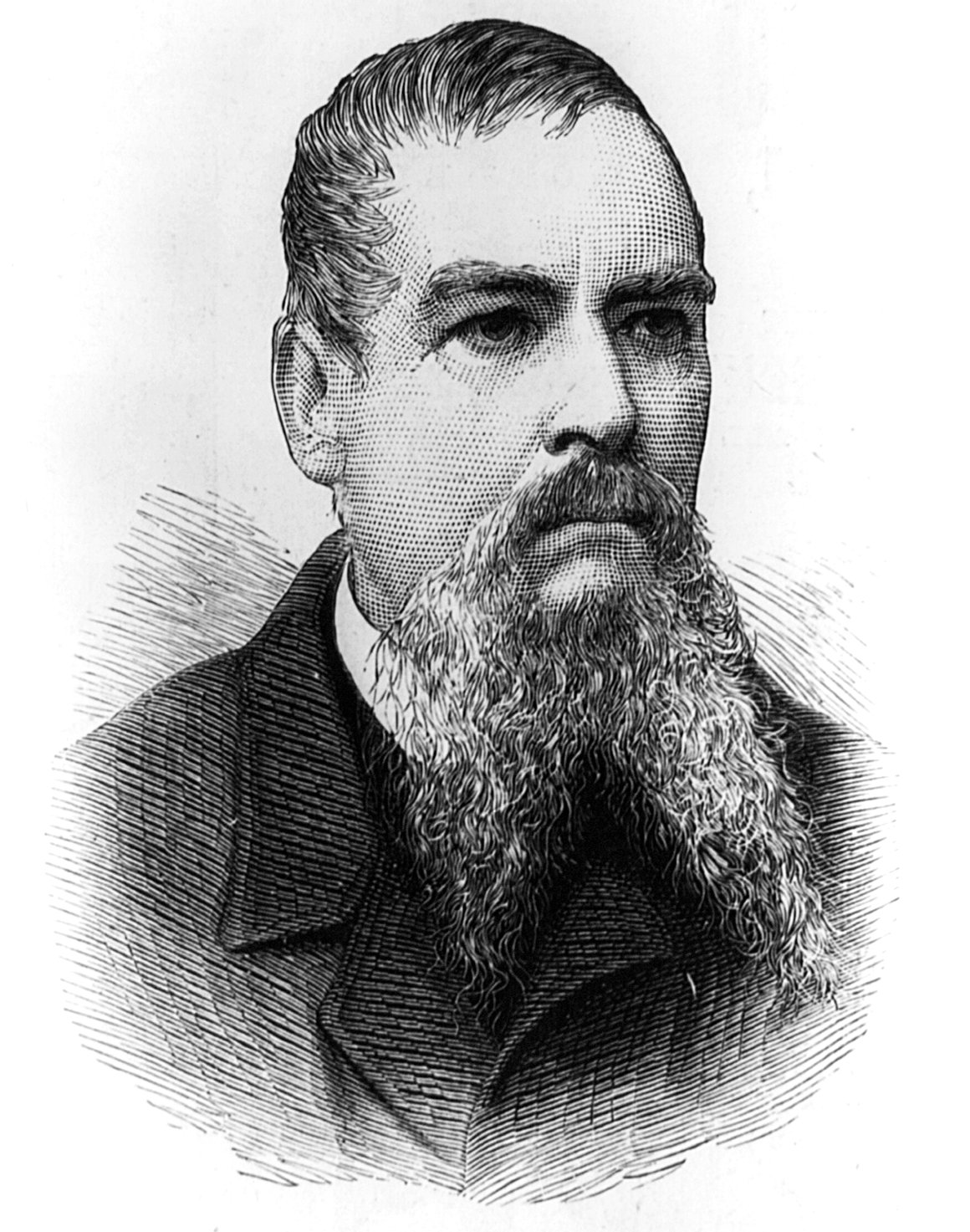
Richard F. Burton, xilografia tratta da Stanley and the White Heroes in Africa (H.B. Scammel, 1890).

Nel 1861 entrò a far parte del Ministero degli Esteri come console a Fernando Poo, la moderna isola di Bioko nella Guinea equatoriale, e successivamente nelle città di Santos, Damasco e Trieste. Scrisse un libro per ognuna di queste località. Il suo soggiorno a Santos portò a un libro sugli altopiani brasiliani, mentre il suo servizio a Damasco portò al libro Siria inesplorata del 1872. Il consolato a Damasco era un posto ideale per lui, ma la forza con cui denunciò pubblicamente le persecuzioni cui erano sottoposti i cristiani siriani lo rese inviso al governo Ottomano, che infine decretò la sua espulsione e il Ministro degli Esteri britannico lo trasferì a Trieste. All'inizio fu amaramente deluso da questo trasferimento, ma poi iniziò ad apprezzare la città tanto da trascorrervi gli ultimi diciotto anni della sua vita. Qui seguì con attenzione le fasi di costruzione del Porto Nuovo di Trieste, stendendo regolari rapporti che inviava a Londra, e qui scrisse un libro sulle Terme Romane di Monfalcone.
I suoi numerosi libri di questo periodo sono pieni di fatti e divagazioni sarcastiche contro i suoi nemici, ma ebbero poco successo di pubblico. Nel 1863 Burton co-fondò l'Anthropological Society of London (Società Antropologica di Londra) insieme al Dottor James Hunt. Nelle stesse parole di Burton, l'obiettivo della società, attraverso la pubblicazione del periodico Antropologia, era «di fornire ai viaggiatori un supporto che avrebbe salvato le loro osservazioni dall'oblio del manoscritto e stampato le loro curiose informazioni sui temi sociali e sessuali». Il 5 febbraio 1886 fu nominato cavaliere dell'Ordine di San Michele e San Giorgio dalla Regina Vittoria.
Il suo libro di gran lunga più celebrato è la traduzione de Le notti arabe, pubblicato in sedici volumi dal 1885 al 1888 con il suo titolo di Le mille e una notte. Fu scritto nel sito dell'attuale Hotel Obelisco di Opicina, alle spalle di Trieste, nella qual località si può godere della vista della «finest view in the world», ossia del più bel panorama del mondo.
Monumento ai suoi studi arabi e alla sua enciclopedica conoscenza dell'Oriente, questa traduzione fu il suo più grande traguardo. La sua traduzione è stata criticata, ma essa rivela una profonda conoscenza della lingua e dei costumi dei musulmani, non solo dell'idioma classico ma anche del gergo volgare, non solo la loro filosofia, ma anche delle loro vite sessuali più intime. La sua traduzione de Il giardino profumato fu bruciata dalla sua vedova, Isabel Arundell, perché considerata pornografica, e che pertanto avrebbe potuto nuocere alla sua reputazione.

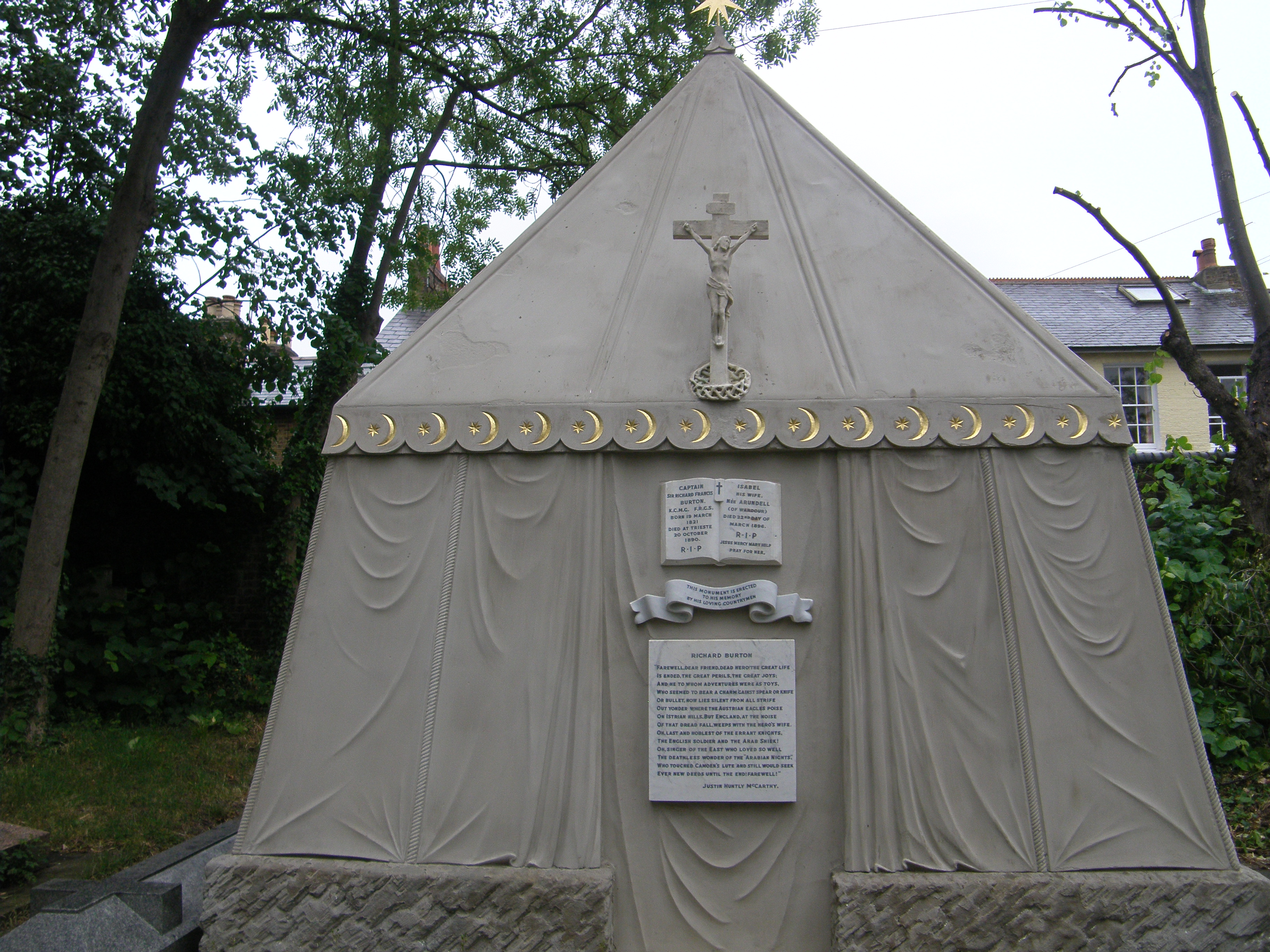
Il mausoleo di Richard e Isabel Burton a Richmond, Londra

La vedova scrisse una biografia del marito che è una testimonianza di una vita di devozione. Tuttavia ne bruciò la collezione quarantennale di diari e giornali, con la moralistica paura che le rivelazioni pubbliche delle bizzarre pratiche sessuali a cui fu interessato per tutta la vita potessero portare a voci malevole circa le sue inclinazioni personali. Come è scritto nell'edizione del 1997 dell'Enciclopedia Britannica, «la perdita per la storia e l'antropologia fu monumentale; la perdita per i biografi di Burton, irreparabile».
Burton e la sua moglie sono sepolti in un mausoleo nella forma d'una tenda araba, disegnata da Isabel, nel cimitero della chiesa cattolica di Mortlake, oggi parte del distretto londinese di Richmond upon Thames.

## Burton nella cultura di massa
- Richard Francis Burton è protagonista del romanzo fantascientifico Il fiume della vita (To Your Scattered Bodies Go, 1971) di Philip José Farmer, in cui si descrive un paradiso sui generis in cui si risvegliano tutti gli umani dopo la loro morte. In questo "mondo del fiume", si narrano le vicende del redivivo Burton che, insieme ad altri, decide di esplorare il grande fiume per scoprire i misteri che cela[10].
- La sua vita piena di avventure è narrata anche nel film di Bob Rafelson Le montagne della luna (Mountains of the Moon), in cui sono narrate le esplorazioni che Burton fece insieme al tenente John Hanning Speke per trovare le sorgenti del Nilo.
- Richard Francis Burton è il protagonista del film canadese Zero Patience, in cui si immagina che abbia trovato una fonte della giovinezza e, arrivato a 170 anni di età, viva a Toronto e conduca degli studi epidemiologici.

## Opere tradotte
- Richard F. Burton, L'Oriente Islamico (Note antropologiche alle Mille e Una Notte), Ibis Edizioni, 2005, a cura di Graziella Martina   ISBN 978-88-7164-137-9
- Richard F. Burton, Viaggio a Medina e a La Mecca, Ibis Edizioni, 2009, Titolo originale: Personal Narrative of a Pilgrimage to Al-Madinah and Mecca, a cura di Graziella Martina   ISBN 978-88-7164-267-3